# London College of Music
 (septembre 2011).
Si vous disposez d'ouvrages ou d'articles de référence ou si vous connaissez des sites web de qualité traitant du thème abordé ici, merci de compléter l'article en donnant les références utiles à sa vérifiabilité et en les liant à la section « Notes et références ».

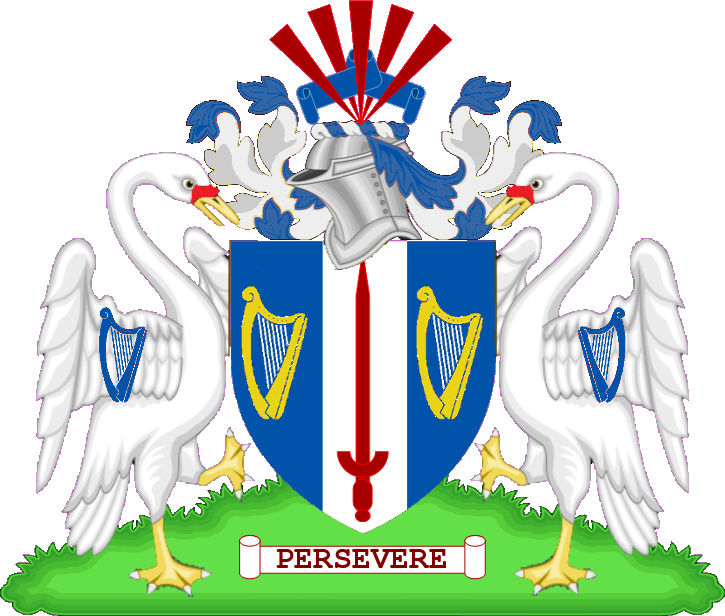
Les armories du London College of Music.

Le London College of Music est une école de musique en Angleterre. Fondé en 1887 et situé au centre de Londres, le Collège déménage en 1991 dans Ealing, un quartier de Londres ouest, pour s'affilier avec la University of West London. 
Le Collège enseigne tous les aspects de la musique classique, du jazz et de la technologie musicale.
Le département d'examens externes, London College of Music Examinations (LCM Examinations), a des divisions dans presque le monde entier: en Europe, Asie, Afrique, Amérique du Sud et Amérique du Nord.